# Rhyacophila hangnia
Rhyacophila hangnia är en nattsländeart som beskrevs av Olah 1987. Rhyacophila hangnia ingår i släktet Rhyacophila och familjen rovnattsländor. Inga underarter finns listade i Catalogue of Life.